# チャーチ・スクエア (プレトリア)
チャーチ・スクエア（英語: Church Square）は、南アフリカ共和国ハウテン州ツワネ市都市圏（プレトリア）にある広場。

## 概要
南アフリカ独立の英雄であるポール・クリューガーを中心に、ボーア戦争をともに戦ったとされる4体の無名戦士像が囲むように配置されている。広場の周囲には歴史的建造物が多く並び、プレトリア観光のひとつでもある。しかし、最近は治安が極度に悪化している。
チャーチ・スクエア（教会の広場）であるが、名称の由来になった教会は現存していない。

## 施設

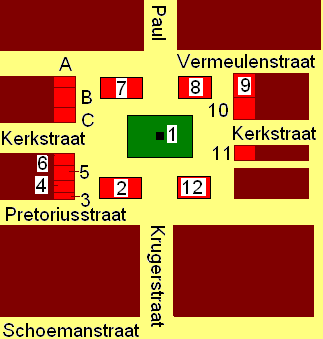
チャーチ・スクエア周辺図
1 - クリューガー像
2 - 議事堂
7 - 裁判所

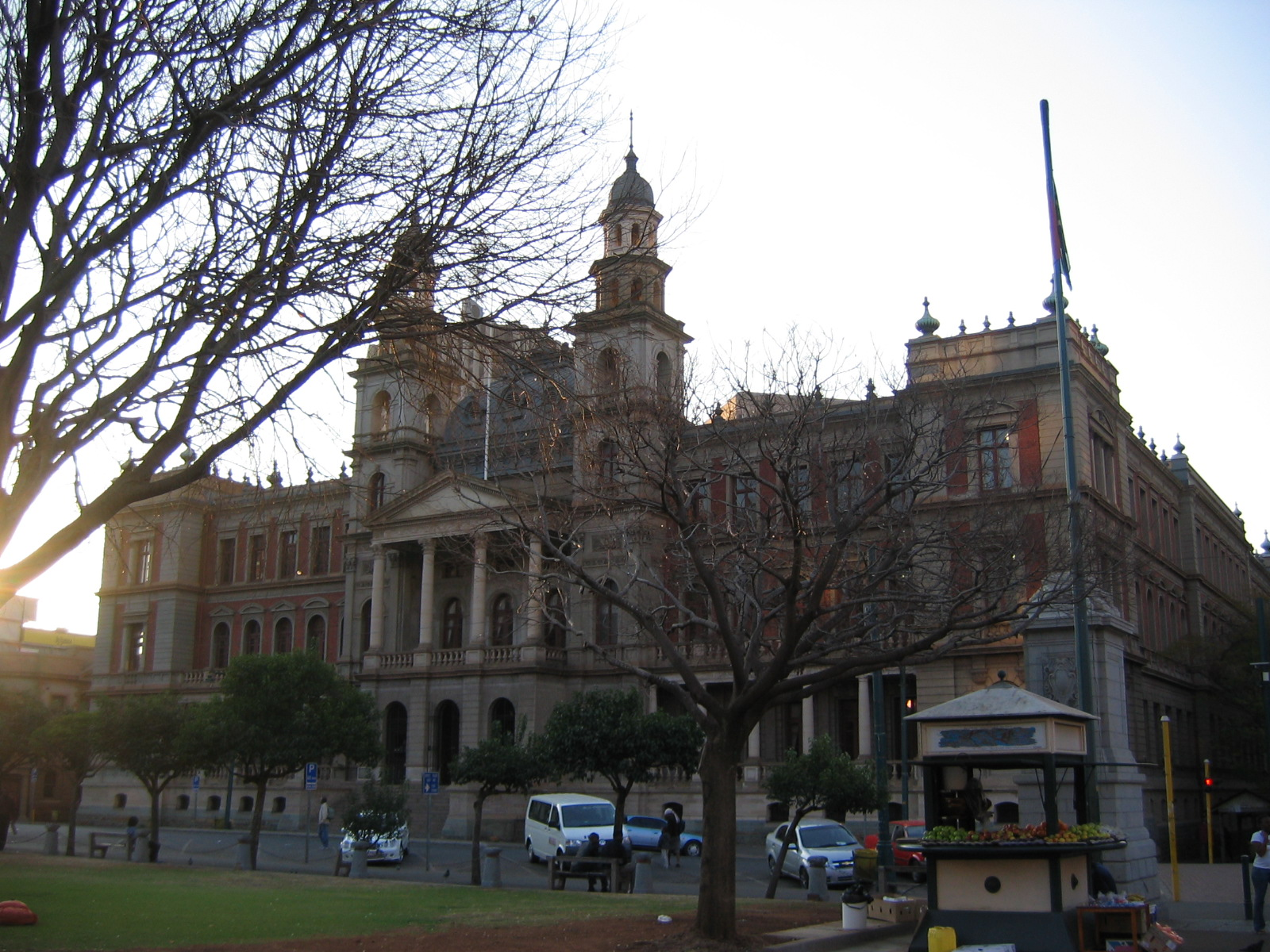

- 裁判所
- 国立劇場
- 旧南アフリカ連邦議会議事堂